# Achen (Rottenbuch)
Achen ist ein Gemeindeteil von Rottenbuch im oberbayerischen Landkreis Weilheim-Schongau. Der Weiler liegt circa drei Kilometer südlich von Rottenbuch an der Bundesstraße 23.

## Baudenkmäler
- Echelsbacher Brücke, erbaut 1929